# New-York-City-Marathon 2006
Der New-York-City-Marathon 2006 war die 37. Ausgabe der jährlich stattfindenden Laufveranstaltung in New York City, Vereinigte Staaten. Der Marathon fand am 5. November 2006 statt und war der fünfte World Marathon Majors des Jahres.
Bei den Männern gewann Marílson dos Santos in 2:09:58 h und bei den Frauen Jeļena Prokopčuka in 2:25:05 h.

## Ergebnisse

### Männer
| Platz | Athlet               | Land               | Zeit (h) |
| ----- | -------------------- | ------------------ | -------- |
| 01    | Marílson dos Santos  | Brasilien          | 2:09:58  |
| 02    | Stephen Kiogora      | Kenia              | 2:10:06  |
| 03    | Paul Tergat          | Kenia              | 2:10:10  |
| 04    | Daniel Kipkoech Yego | Kenia              | 2:10:34  |
| 05    | Rodgers Rop          | Kenia              | 2:11:24  |
| 06    | Stefano Baldini      | Italien            | 2:11:33  |
| 07    | William Kipsang      | Kenia              | 2:11:54  |
| 08    | Hailu Negussie       | Äthiopien          | 2:12:12  |
| 09    | Hendrick Ramaala     | Südafrika          | 2:13:04  |
| 10    | Peter Gilmore        | Vereinigte Staaten | 2:13:13  |

### Frauen
| Platz | Athletin             | Land               | Zeit (h) |
| ----- | -------------------- | ------------------ | -------- |
| 01    | Jeļena Prokopčuka    | Lettland           | 2:25:05  |
| 02    | Tetjana Hladyr       | Ukraine            | 2:26:05  |
| 03    | Catherine Ndereba    | Kenia              | 2:26:58  |
| 04    | Rita Jeptoo Sitienei | Kenia              | 2:26:59  |
| 05    | Lidija Grigorjewa    | Russland           | 2:27:21  |
| 06    | Deena Kastor         | Vereinigte Staaten | 2:27:54  |
| 07    | Nina Rillstone       | Neuseeland         | 2:31:19  |
| 08    | Lornah Kiplagat      | Niederlande        | 2:32:31  |
| 09    | Katie McGregor       | Vereinigte Staaten | 2:32:36  |
| 10    | Susan Chepkemei      | Kenia              | 2:32:45  |